# Pari Zanganeh
Pari Zanganeh (Persa: پری زنگنه‎‎) é uma cantora soprano lírico-spinto iraniana de ópera e música popular.
Nascida em Caxã, Irã, em 1939, Zanganeh foi aluna da mezzo-soprano turca Evelyn Baghtcheban.
Em 1972, ela perdeu a visão em um acidente de carro.